# Chrysospalax trevelyani
El topo dorado gigante' (Chrysospalax trevelyani) es un pequeño mamífero que se encuentra en África. Con una longitud de 23 centímetros (9,1 plg), es la mayor de las especies de topos dorados. El topo tiene un pelaje marrón oscuro y brillante; el nombre dorado proviene de la palabra griega que significa verde-oro, el nombre de la familia Chrysochloridae.

## Características
El topo dorado gigante tiene un estilo de vida subterráneo. Tiene grandes garras, poderosas extremidades anteriores, no tiene cola ni orejas externas, cabeza en forma de cuña, almohadilla de cuero y piel que cubre los ojos. Mide aproximadamente 208-235 milímetros de longitud y 410-500 gramos de peso. Con piel oscura y marrón en las partes superiores y descolorida en las inferiores, el pelo es más largo y áspero que el de cualquier otra especie de topo dorado: grueso, con subpelo denso y lanoso.

## Biología
La mayor, más rara y más amenazada de las 17 especies de topos dorados, el topo dorado gigante pasa la mayor parte del tiempo bajo tierra y es ciego y sordo. Es nocturno, cazando sobre todo por la noche, pero también en algunas condiciones diurnas frescas y nubladas. Es solitario; no forma grupos, a pesar de algunos comportamientos sociales como hibernar en las madrigueras de otros entre las raíces de los árboles en invierno, moviéndose sólo ligeramente para mantener su temperatura corporal en el rango y retorciéndose para mantener la temperatura corporal mientras duerme. Las hembras de topos dorados dan a luz a una o dos crías a la vez mientras tiene reservas de alimento.

### Dieta
El topo dorado gigante cava túneles semipermanentes para cazar comida y puede alimentarse en la superficie escondido en la hojarasca. Se alimenta principalmente de milpiés y lombrices gigantes, pero también de grillos, cucarachas, saltamontes, gusanos y caracoles.

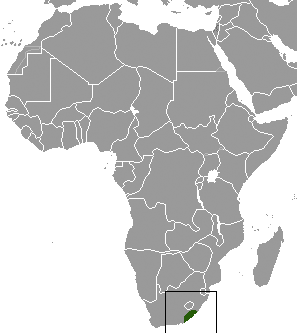
El topo dorado gigante es endémico de Sudáfrica

## Hábitat
El topo dorado gigante es un pequeño mamífero subterráneo, que vive en cámaras y pasadizos bajo un hábitat muy específico, bosques con suelo blando, capas profundas de hojarasca y sotobosque bien desarrollado. El topo dorado gigante es endémico de Sudáfrica, principalmente en una zona restringida en el Cabo Oriental.

## Población

### Estatus
El topo dorado gigante fue clasificado como Endangered (EN) en 2010 en la Lista Roja de la UICN de Especies Amenazadas. La población está disminuyendo debido a la pérdida de hábitat resultante principalmente de las actividades humanas que afectan a su hábitat, como la recogida de leña, el descortezado, la tala para la construcción, el sobrepastoreo del ganado y la tala de bosques. Además, el topo dorado gigante es presa de perros domésticos en esa zona.

### Conservación
El topo dorado gigante recibe actualmente poca protección, y no es un objetivo principal de conservación. Es necesario investigar para proteger esta especie y evaluar el estado y la viabilidad de las poblaciones restantes.